# Беспощадный (миноносец)
«Беспощадный» до 9 марта 1902 года «Скат» — эскадренный миноносец типа «Кит» Российского Императорского флота и флота РККФ. Участвовал в Русско-японской войне.

## Строительство
Заказан по судостроительной программе «Для нужд Дальнего Востока». 23 января 1899 года зачислен в списки судов Российского императорского флота, 29 марта 1899 года заложен на судоверфи фирмы «Шихау» в Эльбинге, спущен на воду 11 октября 1899 года, вступил в строй 30 июня 1900 года. После испытаний отправился в Кронштадт, куда прибыл в июле 1900 года.

## Служба

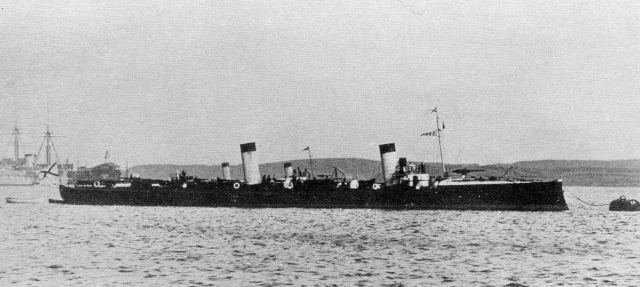
миноносец «Скат»

С 31 октября 1900 года по 6 мая 1901 года «Скат» под командованием будущего контр-адмирала М. В. Бубнова совершил переход из Кронштадта в Порт-Артур, где вошёл в состав Первого отряда миноносцев Первой Тихоокеанской эскадры. 9 марта 1902 года был переименован в «Беспощадный».
С началом Русско-японской войны «Беспощадный» принял участие в боевых действиях, неся сторожевую службу на внешнем рейде и совершая разведывательные походы. За первый месяц войны миноносец выходил в море с различными боевыми заданиями 5 раз. Длительное время корабль находился в ремонте. В мае и июне «Беспощадный» активно участвовал в поддержке русских войск у Цзиньчжоу. За это время миноносец в составе отряда принял участие в нескольких кратковременных столкновениях с японскими кораблями.
26 февраля 1904 года корабль принял участие в бою миноносцев у Порт-Артура; в этом морском сражении четвёрке эскадренных миноносцев русского отряда («Бесстрашный», «Беспощадный», «Бесшумный», «Внушительный») противостояли четыре японских «истребителя». После обнаружения кораблей противника миноносец, вслед за флагманом, в 3 часа 45 минут открыл огонь по ним. После оживлённой перестрелки противники потеряли друг друга в темноте. В результате этого столкновения несколько японских кораблей получили серьёзные повреждения.
Во время боя в Жёлтом море сумел прорвать блокаду и уйти от преследовавших японских кораблей в Циндао. 2 августа «Беспощадный» был разоружен и интернирован правительством Китая.
4 февраля 1905 года «Беспощадный» вошёл в состав Сибирской флотилии, базировался на Владивосток. В 1912—1913 годах прошёл капитальный ремонт с перевооружением. Кроме того была установлена вторая мачта для антенны радиотелеграфа.
В 1917 году совершил переход из Владивостока в Баренцево море, куда прибыл 10 сентября 1917 года и вошёл в состав Флотилии Северного-Ледовитого океана.
8 ноября 1917 года вошёл в состав РККФ, в марте 1918 года захвачен в Мурманске интервентами. В море не выходил по причине неисправного состояния. После восстановления советского контроля, миноносец прошёл капитальный ремонт.
21 ноября 1925 года исключён из списков флота с передачей «Комгосфондов» для реализации.

## Командиры
- хх.хх.хххх — 17.11.1903 — лейтенант Долгобородов, Сергей Степанович
- хх.хх.1903 — хх.хх.1904 — капитан-лейтенант Лукин, Вениамин Константинович.